# Feldkirch (Francja)
Feldkirch – miejscowość i gmina we Francji, w regionie Grand Est, w departamencie Górny Ren.
Według danych na rok 1990 gminę zamieszkiwało 835 osób, 198 os./km².